# أساطير ويلزية
تتألف الأساطير الويلزية من التراث الشعبي المطور في ويلز، والتراث الذي طوره البريطانيون الكلت في أماكن أخرى قبل نهاية الألفية الأولى. ومثل معظم المجتمعات الشفوية في بريطانيا ما قبل التاريخ، سُجلت الأساطير والتاريخ الويلزي شفويًا بواسطة متخصصين مثل الدرويد (بالويلزية: derwyddon)‏. فُقد هذا السجل الشفوي أو غُيّر نتيجة الاتصال الخارجي والغزوات على مر السنين. وحُفظت معظم هذه الأساطير والتاريخ المتغيرين في مخطوطات العصور الوسطى الويلزية، التي تتضمن كتاب هيرغست الأحمر، وكتاب رايدرتش الأبيض، وكتاب أنيرين وكتاب تالييسن. تشمل الأعمال الأخرى المرتبطة بالأساطير الويلزية مجموعة القرن التاسع التاريخية اللاتينية هيستوريا بريتونوم («تاريخ البريطانيين») وسجلات القرن الثاني عشر اللاتينية هيستوريا ريغوم بريتانيا («تاريخ ملوك بريطانيا») لجيفري من مونماوث، والفولكلور اللاحق أيضًا، مثل المعلومات المجموعة في كتاب الجنية الويلزية لوليَم جينكين توماس (1908).

## الأساطير

### فروع مابينوغي الأربع

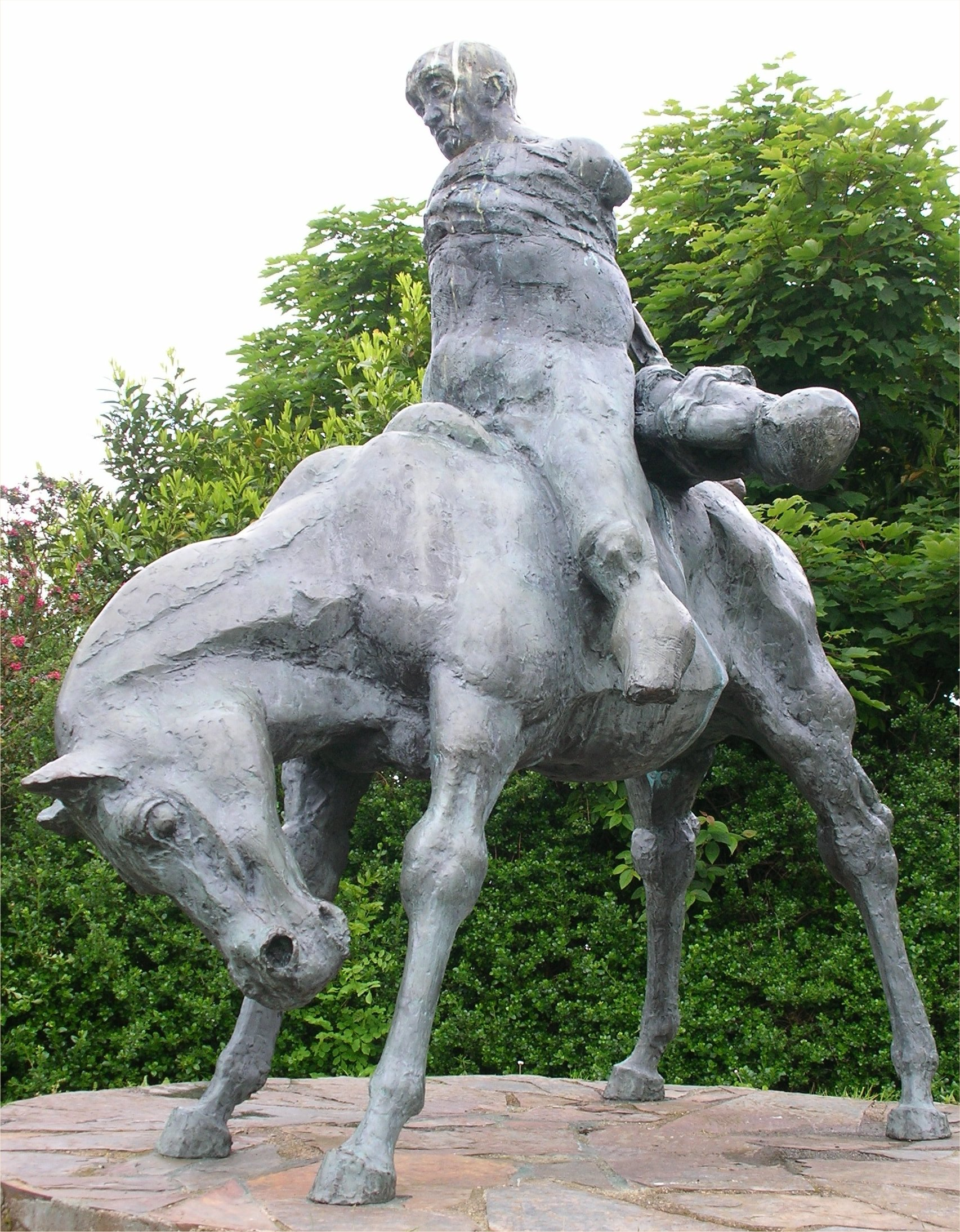
تمثال «الملكان» بالقرب من قلعة هارليتش في ويلز

تُعرف القصص الأسطورية الأربعة الواردة في مابينوغون مجتمعةً بفروع مابينوغي الأربع. تُركز غالبًا على مآثر مختلف الآلهة البريطانية، الذين نُصّروا إلى ملوك وأبطال. تُعد شخصية براديري فاب بويل، ملك دايفت، الشخصية الوحيدة التي تظهر في جميع الفروع، إذ يولد في الفرع الأول، ويقتل في الفرع الرابع، وهو على الأرجح انعكاس للإله الكلتي مابونوس. وتتكرر شخصية ريانون، والدة براديري، مرتبطةً بالأمير البريطاني المسالم مناويدان، الذي يصبح لاحقًا زوجها الثاني. وتُعد شخصيات ماناويدان وشقيقه بران المبارك (بالويلزية: Bendigeidfran)‏ أو Brân Fendigaidd بمعنى «الغراب المبارك»، وبرانوين وإيفنيسين الشخصيات الرئيسية للفرع الثاني، بينما يهتم الفرع الرابع بمآثرعائلة دوون، التي تشمل الساحرغويديون، وابن أخيه، شاي شاو غيفس، وأخته أريانرود.

### الحكايات الأصلية

#### حلم ماكسين لديغ
تختلف هذه الحكاية عن حكاية ماكسيميان (كما سماه جيفري) في هيستوريا ريغوم بريتانيا لجيفري من مونماوث، لدرجة أن الباحثين يتفقون على أن الحلم لا يمكن أن يستند إلى نسخة جيفري فقط. ويبدو أن حكاية الحلم تتوافق أكثر مع التفاصيل في الثلاثية، لذا يُرجح أنها تعكس تراثًا سابقًا.
يحلم ماكسين لديغ، إمبراطور روما، في إحدى الليالي بعذراء جميلة في أرض بعيدة. وعندما يصحو، يرسل رجاله في جميع أنحاء الأرض بحثًا عنها. يجدونها بصعوبة كبيرة في قلعة فاخرة في بريطانيا، وتكون ابنة زعيم يقيم في سيغونتيوم (كارنارفون)، ويرشدون الإمبراطور إليها. يجد كل شيء كما حلم بالضبط. تقبل العذراء، اسمها هيلين أو إيلين، به وتحبه. ولأنه يجد إيلين عذراء، يمنح ماكسين والدها السيادة على جزيرة بريطانيا ويأمر ببناء ثلاث قلاع لعروسه. في غياب ماكسين، يستولي إمبراطور جديد على السلطة ويحذره من العودة. يتقدم ماكسين بمساعدة رجال من بريطانيا بقيادة شقيق إيلين كونانوس (بالويلزية: Kynan Meriadec، بالفرنسية: Conan Meriadoc) عبر بلاد الغال وإيطاليا ويستعيد روما. وعرفانًا لحلفائه البريطانيين، يكافئهم ماكسين بجزء من بلاد الغال، أصبح يعرف اليوم باسم بروتاني.

### شيد وشيفليس
تُعد قصة شيد وشيفيلس قصة أسطورية أخرى مدرجة في مابينوغون. يكون شيد ملك بريطانيا، وشقيقه شيفيلس ملك فرنسا. تعاني مملكة لود المحاصرة من ثلاثة مخاطر: الكورونيد، شعب شيطاني يمكنه سماع كل شيء؛ صرخة رهيبة تُسمع كل ليلة مايو (الليلة التي تسبق 1 مايو) ترعب الناس. والاختفاء المستمر لأحكام بلاط الملك. يطلب شيد مساعدة شيفليس، ويتحدث إليه بواسطة أنبوب نحاسي حتى لا يسمعه الكورونيد. يُحضّر شيفليس جرعة من الحشرات المسحوقة في الماء، التي تدمر الكورونيد عند رشها عليهم. ويكتشف أن الصرخة تأتي من تنينين يتقاتلان. يُشرب التنينين الميد حتى يسكران ويدفنهما في ديناس إمريس في ما يُعرف الآن بشمال ويلز. ثم يتغلب على الساحر الذي يسرق جميع أحكام شيد ويجعله يخدم شيد.

#### هانس تالييسن
ضمت غيست هانس تالييسن في ترجمتها لمابينوغون، رغم غياب هذه الحكاية في كتاب راديرتش الأبيض وكتاب هيرغست الأحمر. حددت الدراسات اللاحقة الحكاية على أنها تعود لبعد العصور الوسطى واستُبعدت من معظم الإصدارات الحديثة لمابينوغون. ومع ذلك، تسبق عناصر القصة هذا التقديم. تختلف الحكاية عن كتاب تالييسن، الذي يعتبر مجموعة من القصائد المنسوبة إلى تالييسن.
وفقًا للقصة، تبدأ حياة تالسين باسم غويون باخ، خادم الساحرة كيريدوين. تملك كيريدوين ابنة جميلة وابنًا قبيحًا جدًا يدعى أفيغدو (يعرف باسم مورفران). تقرر كيريدوين مساعدة ابنها عن طريق تخمير جرعة سحرية، تمنحه أول ثلاث قطرات منها موهبة الحكمة والإلهام (أوين). يترتب عليها طهي الجرعة لمدة عام ويوم، لذ تُجند كيريدوين رجلًا أعمى يدعى موردا لمراقبة النار تحت المرجل، بينما يقلبه غويون باخ. تسقط ثلاث قطرات ساخنة على إبهام غويون أثناء التحريك، ويضع إبهامه في فمه غريزيًا، فيكتسب فوريًا الحكمة والمعرفة. وأول ما يخطر في باله أن كيريدوين ستقتله، فيهرب منها.
سرعان ما تخوض كيريدوين مطاردة تحوّل مع غويون، فيُحوّلان نفسيهما إلى حيوانات مختلفة، أرنب بري وسلوقي، وسمكة وثعلب ماء، وطائر وصقر. بعد أن يُرهق، يحوّل غوين نفسه  أخيرًا إلى حبة ذرة، لكن كيريدوين تصبح دجاجة وتأكله. تحمل به كيريدوين، وعندما تلد، ترمي الطفل في المحيط في حقيبة جلدية. يعثر إلفين، ابن غوندو غرانير، على الحقيبة، ثم يرى حاجبي الصبي الأبيضين الجميلين ويهتف «ديما دال ييسين» («هذا حاجبٌ مشع») يبدأ تالسين، على هذا النحو، في تلاوة الشعر الجميل.
يربي إلفين تالييسن كابنه، ويشتركان في العديد من المغامرات. يدّعي إلفين بحضور مالغون، ملك غوينيد، أن زوجته فاضلة مثل زوجة الملك، وأن تالسيين شاعر أفضل من الملك. يحبس مالغون إلفين ويرسل ابنه الفظ رون لتدنيس زوجة أيلفين ويسرق خاتمها كدليل. ولكن، يستبدل تالييسن زوجة إلفين بخادمة مطبخ، وبالتالي يحافظ على ادعاء إلفين. ثم يذل تالييسن شاعر مالغون بمهارته، ويطلق سراح والده بالتبني.

### حكايات آرثرية

#### كيلهوخ وأولوين
رغم أن قصة كيلهوخ وأولوين توجد أيضًا في مابينوغون، فهي بالأساس قصة آرثرية، يستعين فيها البطل كيلهوخ بمساعدة آرثر في الفوز بيد أولوين، ابنة يسابادين العملاق، وهي مليئة بالتفاصيل الأساسية، معظمها أسطوري في طبيعته. تظهر شخصيات مثل أمايثون، الفلاح المقدس، مايبون أب مودرون، الابن المقدس، ومرشد الأروح غوين أب نولد، ويظهر الأخير في معركة موسمية لا نهاية لها مع غويثير أبي غريداول من أجل الزواج بكريديلاد. تشبه الشروط التي وضعتها والدته كيلهوخ عليه، تلك التي وضعتها أريانرود على شيو شاو غيفس، ويُذكر وصول كيلهوخ إلى بلاط آرثر بقدوم الإله الأيرلندي لو إلى محكمة نوادا إيرغتلام في كاث مايج توايرد.

#### أوين أو سيدة النافورة
تُبنى شخصية بطل أوين، أو سيدة النافورة، على الشخصية التاريخية أوين ماب يوريان. يظهر باسم أواين في التراث القاري اللاحق. تتكون الرومانسية من بطل يتزوج من حبببته، سيدة النافورة، لكنه يفقدها عندما يُهملها لتحقيق المآثر البطولية. ينجو بمساعدة أسد من أفعى، ويجد توازنًا بين واجباته الزوجية والاجتماعية ويعود إلى زوجته. يرتبط السرد برومانسية كريتيان دي تروا الفرنسية إيفين، فارس الأسد.